# Steyr Landmaschinentechnik AG
Ausztria legjelentősebb traktorgyára a Steyr Művek 1945-ben kezdte meg robusztus, egyszerűen előállítható dízelmotoros sorozatát. A Sankt Valentin-i székhelyű gyár ma a CNH (Case, New Holland) része. A CNH pedig a Fiat group (Fiat csoport) tagja.

## Története

### 1945–1960 „A traktorok győzelme”
- 1947 A Steyr piacra dobja a négyütemű, 26LE/19kW-os, 2661 ccm lökettérfogatú Steyr 180 jelzésű modelljét.
- 1949 A Steyr Művek kiadja a Steyr 80 jelzésű modelljeit. A modellt 1949-1964 közt gyártották és ez idő alatt 45068 db futott ki a 13LE/11kW-os, 1330 ccm-es modelljéből, mely a kistermelőket és kisüzemeket célozta meg. 4 sebességes hátramenettel ellátott egyhengeres traktor.
- 1950 Kiadják a 180 jelzésűek erősebb, új sorozatát, valamint a 80a jelzésű sorozat.

### 1960–1975 „A traktorgyártás virágkorának vége”
A gyár az 1950-es években tartós és tökéletesített traktorokat kínált majdnem az összes teljesítménykategóriában.
- 1956-ban a Steyr Művek elkezdi gyártani a Steyr 84 jelzésű traktorsorozatát.
- 1959-ben gyártani kezdik a Steyr N 180 a jelzésű sorozatot.

1. 1 2  https://www.steyr-traktoren.com/de-at/landwirtschaft/ueber-steyr/geschichte (német nyelven). [2020. szeptember 18-i dátummal az eredetiből archiválva]. (Hozzáférés: 2020. szeptember 16.)